# 1933 en architecture
| Années de l'architecture : 1930 - 1931 - 1932 - 1933 - 1934 - 1935 - 1936    |
| Décennies de l'architecture : 1900 - 1910 - 1920 - 1930 - 1940 - 1950 - 1960 |

Cet article présente les faits marquants de l'année 1933 en architecture.

## Réalisations
- Juin : Pavillon Suisse à Paris de Le Corbusier.
- 24 décembre : achèvement de l'église Sainte-Jeanne-d'Arc de Nice par Jacques Droz[1].

## Événements
- 20 juillet : l'école du Bauhaus à Berlin est définitivement fermée sous la pression des nazis[2].
- 29 juillet au 14 août : congrès international d'architecture moderne à Athènes[3]. Le Corbusier participe à l’élaboration de la « Charte d'Athènes ».
- Construction sur la butte Bergeyre de la villa Zilvelli de l'architecte moderniste Jean Welz[4].
- 30 juillet : inauguration de la gare transatlantique de Cherbourg.

## Récompenses
- AIA Gold Medal : Ragnar Östberg.
- Royal Gold Medal : Charles Reed Peers.
- Prix de Rome : Alexandre Courtois, premier grand prix, Robert Camelot second grand prix.

## Naissances
- 27 février : Livio Vacchini († 2 avril 2007).
- 25 juin : Alvaro Siza.
- 23 juillet : Richard Rogers.
- 23 juillet : Raimund Abraham († 4 mars 2010).

## Décès
- 10 mars : Émile André (° 22 août 1871).
- 23 août : Adolf Loos (° 10 décembre 1870).
- Léonid Vesnine (° 1880).
- Paul Lagrave (° 1864).
- Pierre Esquié (° 1853).